# Ornay
Der Ornay (im Ober- und Mittellauf Guyon genannt) ist ein kleiner Fluss in Frankreich, der im Département Vendée in der Region Pays de la Loire verläuft. Er entspringt beim Weiler Le Parchet, im Gemeindegebiet von La Genétouze, entwässert anfangs in südlicher Richtung, wendet sich später nach Südost und mündet nach insgesamt rund 17 Kilometern an der Gemeindegrenze von La Roche-sur-Yon und Nesmy als rechter Nebenfluss in den Yon. In seinem Unterlauf passiert er den Großraum der Stadt La Roche-sur-Yon mit seinen diversen wichtigen Verkehrsverbindungen, wie die Autoroute A87 mit ihren Zubringerstraßen sowie die Bahnstrecken Sables-d’Olonne–Tours und Nantes-Orléans–Saintes.

## Orte am Fluss
(Reihenfolge in Fließrichtung)
- Le Parchet, Gemeinde La Genétouze
- Mirpont, Gemeinde Mouilleron-le-Captif
- Venansault
- La Grangerie, Gemeinde Venansault
- La Gaubardière, Gemeinde La Roche-sur-Yon
- La Simotière, Gemeinde La Roche-sur-Yon
- La Grand Col, Gemeinde Aubigny-Les Clouzeaux